# Alexeï Andrianov
Alexeï Andrianov, (en russe : Алексей Владимирович Андрианов) né le 22 octobre 1976, est un réalisateur russe.

## Biographie
En 2009, Alexeï Andrianov sort diplômé du département supérieur des scénaristes et réalisateurs de l'Institut russe de la cinématographie S. A. Guerassimov (VGIK). L'année de son diplôme, Alexeï Andrianov réalise un court métrage,  « Последний день Булкина И. С. »  (Le dernier jour d'Ivan Boulkine) avec la participation de Sergueï Gabrielyane et Viktor Verjbitski.  
En 2010  à Moscou, le film vaudra au jeune réalisateur deux distinctions : l'une pour l'originalité de la création et la seconde pour la justesse d'interprétation lors du XVIIe festival Sainte-Anne, qui récompense les premiers films et réalisations étudiantes,.
En 2011,  « Последний день Булкина И. С. »  est présenté en compétition lors de la quatrième édition du Festival européen du film fantastique de Strasbourg. dans la catégorie « courts-métrages », avec George Romero comme président du jury.

## Filmographie

### Cinéma
- 2012 : L'Espion (Шпион, Chpion)[5]
- 2015 : Le Guerrier (Воин, Voin)

### Télévision
- 2016 : Sofia (София) (série télévisée - 8 épisodes)
- 2018 : Godounov (Годунов) (série télévisée - saison 1)
- 2020 : The Terrible (Грозный) (série télévisée - 8 épisodes)
- 2024 : Stolypine (Столыпин)

## Distinctions

### Récompense
- 26e cérémonie des Nika : Nika de la révélation de l'année pour L'Espion[5],[6].

### Nominations
- 16e cérémonie des Aigles d'or : Aigle d'or du meilleur téléfilm ou mini-série pour Sofia
- 18e cérémonie des Aigles d'or : Aigle d'or du meilleur téléfilm ou mini-série pour Godounov